# Арманка
Арманка (рум. Armanca) — село в Рышканском районе Молдавии. Наряду с сёлами Василеуцы, Чубара, Новые Михайлены, Мошаны и Штюбеены входит в состав коммуны Василеуцы.

## География
Село расположено на высоте 172 метров над уровнем моря.

## Население
Перепись населения Молдавии 2004 года данных о населении села Арманка не содержит.